# Richard O’Hanlon
Richard O’Hanlon (Waterford, 1955. október 20. –) ír nemzetközi labdarúgó-játékvezető.

## Pályafutása

### Nemzetközi játékvezetés
Az Ír labdarúgó-szövetség Játékvezető Bizottsága (JB) 1994-ben terjesztette fel nemzetközi játékvezetőnek, a Nemzetközi Labdarúgó-szövetség (FIFA) bíróinak keretébe. Több nemzetek közötti válogatott és klubmérkőzést vezetett. Az ír nemzetközi játékvezetők rangsorában, a világbajnokság-Európa-bajnokság sorrendjében a 3. helyet foglalja el 5 találkozó szolgálatával. Az aktív nemzetközi játékvezetéstől 2000-ben a FIFA 45 éves korhatárát elérve búcsúzott.
Válogatott mérkőzéseinek száma: 6.

#### Világbajnokság
A világbajnoki döntőhöz vezető úton Franciaországba a XVI., az 1998-as labdarúgó-világbajnokságra és Dél-Koreába és Japánba a XVII., a 2002-es labdarúgó-világbajnokságra  a FIFA JB bíróként alkalmazta.

##### 1998-as labdarúgó-világbajnokság
| Időpont             | Helyszín                    | Mérkőzés típusa           | Mérkőzés                    | Eredmény | Nézők száma |
| ------------------- | --------------------------- | ------------------------- | --------------------------- | -------- | ----------- |
| 1996. szeptember 5. | Kadriorg Stadion, Tallinn   | előselejtező (4. csoport) | Észtország–Fehéroroszország | 1 : 0    | 1 500       |
| 1997. június 8.     | Svangaskard Stadion, Toftir | előselejtező (6. csoport) | Málta–Feröer-szigetek       | 2 : 1    | 6 400       |

##### 2002-es labdarúgó-világbajnokság
| Időpont             | Helyszín                   | Mérkőzés típusa           | Mérkőzés             | Eredmény | Nézők száma |
| ------------------- | -------------------------- | ------------------------- | -------------------- | -------- | ----------- |
| 2000. szeptember 3. | Nemzeti Stadion, Ramat-Gan | előselejtező (7. csoport) | Izrael–Liechtenstein | 2 : 0    | 11 000      |

#### Európa-bajnokság
Az európai-labdarúgó torna döntőjéhez vezető úton Angliába a X., az 1996-os labdarúgó-Európa-bajnokságra és Belgiumba és Hollandiába a XI., a 2000-es labdarúgó-Európa-bajnokságraaz UEFA JB játékvezetőként foglalkoztatta.

##### 1996-os labdarúgó-Európa-bajnokság
| Időpont           | Helyszín               | Mérkőzés típusa           | Mérkőzés                   | Eredmény | Nézők száma |
| ----------------- | ---------------------- | ------------------------- | -------------------------- | -------- | ----------- |
| 1994. október 12. | Dinamo Stadion, Minszk | előselejtező (5. csoport) | Fehéroroszország–Luxemburg | 2 : 0    | 6 549       |

##### 2000-es labdarúgó-Európa-bajnokság
| Időpont             | Helyszín                | Mérkőzés típusa           | Mérkőzés             | Eredmény | Nézők száma |
| ------------------- | ----------------------- | ------------------------- | -------------------- | -------- | ----------- |
| 1998. szeptember 5. | Razdan Stadion, Jereván | előselejtező (4. csoport) | Örményország–Andorra | 3 : 1    | 8 000       |

#### Nemzetközi kupamérkőzések

##### Kupagyőztesek Európa-kupája
| Időpont           | Helyszín                 | Mérkőzés típusa | Mérkőzés                                          | Eredmény | Nézők száma |
| ----------------- | ------------------------ | --------------- | ------------------------------------------------- | -------- | ----------- |
| 1967. október 28. | Costières Stadion, Nîmes | első forduló    | Nîmes Olympique (III. osztály)–Budapest Honvéd FC | 3 : 1    | 15 000      |